# Antonio Damasio
António Damásio (Lisszabon, 1944. február 25. –) portugál neurológus, az idegtudomány professzora, az érzelmek neurobiológiájának kutatója. A Dél-kaliforniai Egyetem (USC) Dornstife College részlegén a Brain and Creativity Institute vezetője, valamint a kaliforniai La Jollában működő Salk Institute adjunktusa. Az utóbbi évtizedek egyik legtöbbet idézett tudományos szerzője.
Damasio fő kutatási területe az emberi elme és viselkedés neurobiológiája, különös tekintettel arra, hogyan függnek össze az érzelmek és a döntéshozás, emlékezet, kommunikáció és kreativitás.

## Élete, munkássága
A Lisszaboni Egyetemen tanult, majd szerzett doktori fokozatot 1974-ben. A bostoni Afáziakutató Központban (Aphasia Research Center), illetve a lisszaboni Egyetemi Kórházban szerzett gyakorlatot, majd a neurológia professzoraként az Iowai Egyetemen dolgozott, ahol 2005-ig a neurológiai részleg vezetője is volt. 2005-től a Dél-kaliforniai Egyetem munkatársa. 2006-ban feleségével, Hannával megalapította a Brain and Creativity Institute-ot. Számos elismerést és kitüntetést szerzett. (Ezek listája, valamint teljes publikációs lista megtekinthető önéletrajzában, lásd További információk.)
Karrierjének korai szakaszában fő kutatási területei a nyelv és az emlékezet. Érdeklődését az 1980-90-es évek fordulóján fordítja az érzelmek neurobiológiája felé. Saját elmesélése szerint  kollégái megrökönyödéssel és hitetlenkedéssel fogadták a váltást. Az akkori uralkodó tudományos nézet az volt, hogy már nem érdemes az érzelmeket kutatni, hiszen tudunk róluk mindent. Úgy tartották, hogy "William James nézetei szánalmasan megbuktak". Damásio visszaemlékezik arra is, hogy a szomatikus marker hipotézisről tartott első előadását is ellenérzés és szánakozás fogadta.
Damásio 1994-ben adja ki első könyvét Descartes tévedése címmel. 1995-re már megérett a helyzet arra, hogy az Idegtudományi Társaság (Society of Neuroscience) megtartsa első konferenciáját az érzelmek és az idegtudomány összefüggéséről. Ezt követően rohamos fejlődésnek indult a tudományág, népszerűsége a mai napig töretlen. A tudományterület elismerése továbbá olyan interdiszciplináris találkozásokra adott lehetőséget, mint az érzelmek és az erkölcsi viselkedés, vagy az érzelmek és az általános értelemben vett szociális viselkedés összefüggéseinek feltárása, vagy akár az érzelmek és a közgazdaságtan kapcsolata. (Az utóbbihoz magyar nyelven lásd Mérő László Az érzelmek logikája c. könyvének Az érzelmek közgazdaságtana c. fejezetét, illetve Damásio munkásságáról és a szomatikus marker hipotézisről az Érzelmek nélkül nincs értelem c. fejezetet)

### Phineas Gage és "Elliot"
A Descartes tévedésében Damásio "Elliot" néven említi a páciensét, aki elindította az érzelmek kutatásának irányába. Az agykutatás eredményei már akkor mutatták, hogy bizonyos agyterületek sérülése kihatással van bizonyos mentális funkciókra (pl. afázia, vagy az emlékezet sérülése stb). Elliot esete azért jelentett kihívást, mert az agytumor eltávolítása után úgy hullott szét az élete, hogy közben sem racionális gondolkodási képessége, sem intellektusa nem maradt el a normálistól. Egymás után végezte el sikerrel az intelligenciateszteket, míg végül Damásio felfedezte, hogy a probléma az érzelmi beállítottságban keresendő. Elliot ugyanis teljesen érzelemmentesen beszélt arról, milyen veszteségek érték az agyműtét után. Damásio arra is felfigyelt, hogy Elliotnál és más, hasonló agysérülést elszenvedett pácienseknél nehézséget jelent a döntések meghozatala, még az olyan egyszerű döntéseké is, hogy mikorra beszéljék meg a következő időpontot. Az esetek bizonyos fokú hasonlóságot mutattak egy elhíresedett, 19. század közepén történt esethez, amikor is egy szörnyű agysérülés következtében egy Phineas Gage nevű férfi személyisége teljességgel megváltozott.

### Érzelmek és érzések, valamint háttérérzések
Damásio fontos különbségtételt tesz érzelmek (angolul emotion) és érzések (angolul feeling) között. "(...) az érzelmeket és az érzést nem használom egymással felcserélhető módon. Az érzelmet általában mind a testben, mind az agyban megjelenő változások egész sorára használom, amelyeket többnyire egy sajátos mentális tartalom vált ki. Az érzés e változások észlelése."  Az érzés lényege: "folytonos monitorozási folyamat", amely "annak élménye, hogy mit is tesz a tested, miközben speciális tartalomra vonatkozó gondolatok zajlanak". Damásio szerint az érzelmek fontos szerepet játszanak az emberi szervezet biológiai szabályozó működéseinek rendszerében, a homeosztázisban. "(...) [az érzelem és érzés] a biológiai szabályozás központi mozzanatai (...) ezek hidat alkotnak a racionális és nem-racionális folyamatok között, a kérgi és kéregalatti struktúrák között." 

#### Elsődleges és másodlagos érzelmek
Az elsődleges érzelmeket "korai életben átélt érzelmeknek" nevezi, ezeknek alapja "a személyes élettörténet perspektívája". A másodlagos érzelmek pedig a "felnőtt" érzelmek, amelyek "a tárgyak és helyzetek osztályainak, valamint az elsődleges érzelmek összekapcsolásán alapulnak".  Az elsődleges érzelmek az agyban a limbikus rendszer, főleg az amygdala és a cingulum első részének aktivitását mutatják, míg a másodlagos érzelmekért főként a prefrontális lebeny felelős. 

#### Háttérérzések
Érzés és érzelem nem felcserélhető, mert bizonyos érzések érzelemre vonatkoznak, de vannak olyanok, amelyek nem: "minden érzelem érzéseket ébreszt, ha ébren vagyunk és éberek vagyunk. Nem minden érzés származik azonban érzelemből. Háttérérzéseknek nevezem azokat, amelyek nem érzelemből származnak, (...)"  A háttérérzés definíciója: "magának az életnek az érzése, a lét érzése"; a háttérérzések az érzelmi érzésekhez képest "sem nem túl pozitívak, sem nem túl negatívak", Damásio szerint ezeket éljük át leggyakrabban életünk során. "A háttér érzés a test térképének képe, amikor azt nem rendítik meg az érzelmek".  Ehhez hasonló megkülönböztetést ad Pléh Csaba, amikor tónusos, illetve fázisos érzelmekről ír: "Vannak olyan érzelmek, amelyek rendkívül gyors lefutásúak, és vannak hosszan tartó érzelmeink." Emlékezetünkben inkább a fázisos érzelmek (pl. ijedtség, harag) maradnak meg, ám ez nem jelenti azt, hogy egyébként érzelemmentes állapotban lennénk.

### Érzelmek a döntéshozatalban: A szomatikus marker hipotézis
"A szomatikus markerek speciális fajta kognitív érzelmek, amelyek elképzelt események, történések, cselekvések előrejelezhető kimeneteleit jelzik számunkra a múltbeli tapasztalatok alapján." A szomatikus markerek "preferencia eszközként" működnek, "segítik a döntést azzal, hogy bizonyos lehetőségeket kiemelnek (vagy mint veszélyeseket, vagy mint kedvezőeket), és gyorsan kiiktatják őket a további mérlegelésből." Ez az akaraterő alapja is, hogy "a rövidtávú jutalmak helyett a hosszútávú kimenetelek alapján választunk" Ezért siklott ki Elliot és más páciensek élete, mert agysérülése kihatással volt a döntéshozatalban fontos érzelmekre, a szomatikus markerek nála nem jelentek meg, és ez nagyban megnehezítette társas életüket. A hipotézist megfogalmazása óta sikerült pontos eredményekkel is alátámasztani: az agyi képalkotó berendezések és eljárások, mint amilyen a funkcionális mágnesesrezonancia (fMRI), vagy a pozitronemissziós tomográfia (PET) fejlődése alapvető jelentőségű a neurológia számára. A Dél-kaliforniai Egyetem agykutatóinak munkáját a Dornstife Cognitive Neuroscience Imaging Center (Dornstife Kognitív Idegtudományi Képalkotó Központ) csúcstechnológiás képalkotó berendezései segítik. Az 1990-es évek hitetlenkedése óta mára már ki lehet jelenteni, hogy "érzelmek nélkül nincs értelem. Ez a forradalmian új gondolat, amely alapvetően új szemléletmódhoz vezetett a pszichológiában, és talán örökre megváltoztatta azt, ahogyan a pszichológusok az érzelmek szerepére tekintenek".

### Prefrontális sérülések vs. pszichopátia
A prefrontális sérülések az ún. szociális érzelmek (pl. együttérzés, szégyenérzet stb.) eltűnését hozzák magukkal. Ezek a sérülések kihatással vannak az egyén döntéshozatali folyamataira is, az egyén nem tud többé olyan komplex döntéseket hozni, amelyek saját életének későbbi szakaszaira vonatkoznak.
Az érzelmekért felelős agyterületek evolúciósan régebbiek, mint pl. a nyelvért vagy beszédért felelős területek. Az evolúciósan régebbi területek az agy középvonalához közel helyezkednek el, nem párosak, és ha sérülnek, akkor az agy másik területe nem tudja kompenzálni a hiányt. A beszédért vagy a nyelvért felelős területek az agy féltekéinek külsőbb területén találhatóak, ha ezek sérülnek az élet első éveiben, akkor az agy kompenzálja a sérülést. Az érzelmekért felelős agyterületek sérüléseit nem tudja kompenzálni. A felnőttkori agytumor miatt történt sérülést követően az egyén nem fog pszichopátiás tüneteket produkálni, noha az érzelmek sérülése és a pszichopátia rokon területek. Ha azonban az agyi sérülés kisgyermekkorban történik, a gyermek nem sajátítja el az erkölcsi rendszert, és a tünetek nehezen elkülöníthetőek a pszichopátia tüneteitől, noha a pszichopátiában szenvedő betegek nem feltétlenül agysérülés következtében produkálják a tüneteket. A pszichopátia okai még nem tisztázottak, de a modern képalkotó eljárások segítségével talán fény derül arra, hogy esetleg már az anyaméhben megkezdődik a később pszichopátiává alakuló folyamat.

### Descartes tévedése
Damásio kifogásolja Descartes szigorúan dualista felfogását, a lélek elválasztását az agytól és a testtől: "Az a sugallat, hogy a gondolkodás és az erkölcsi ítélet, valamint a fizikai fájdalomból vagy érzelmi izgalomból következő szenvedés a testtől függetlenül létezhetnek." Damásio nem vitatja, hogy a szélsőséges érzelmek károsak lehetnek, és rossz döntésekhez vezethetne, ám elutasítja azt a nézetet, hogy kívánatos - vagy akár lehetséges - lenne csakis "hideg fejjel" élni, hiszen érzelmek és racionalitás szorosan összefonódik: "az érzelem és az érzés hiánya nem kevésbé káros, nem kevésbé hajlik arra, hogy megrontsa azt a racionalitást, amely sajátosan emberivé tesz minket, s mely módot ad arra, hogy a személyes jövőnknek, a társas konvencióknak és az erkölcsi elveknek megfelelően döntsünk." 

## Határozott álláspontok

### Az érzelmek neurobiológiája nem frenológiai megközelítés
Hipotéziseit és kutatási eredményeit élesen elkülöníti a 19. században népszerű frenológiai nézőponttól. A frenológia egyértelmű párhuzamokat vélt felfedezni az agyterületek és az általuk ellátott funkciók között. Damásio szerint az agy különböző területei ennél sokkal bonyolultabb kapcsolatban állnak, az agy működését tehát egyáltalán nem lehet, és nem is szabad a frenológai felosztáshoz hasonló, szélsőségesen leegyszerűsített rendszerbe foglalni.

### A kutatási eredmények sosem véglegesek
Műveiben és több interjúban, konferenciaelőadásban is kijelenti, hogy felfedezései csupán a tudomány jelenlegi állapotát tükrözik, semmiképpen sem ad, és nem is adhat végső válaszokat. Hangsúlyozza például 2007-es barcelonai konferencia-előadásában is , hogy feleségével, Hannával folyamatosan pontosítgatják, mi is az "érzelem" definíciója.

## Könyvei
Könyveinek olvasmányos nyelvezete a laikus érdeklődőt sem "ijeszti el" az érzelmek neurobiológiájának megismerésétől. A Descartes tévedését például úgy vezeti be, hogy egy "párbeszéd" hallgatójává teszi az olvasót, a Looking for Spinoza c. könyvében pedig személyes élményeinek részletezésével alakít ki bensőséges hangulatot, mielőtt rátérne a neurobiológiai részletekre. Magyar fordításban eddig egyetlen műve jelent meg, az 1994-es Descartes tévedése, Pléh Csaba fordításában.
- Damásio, A. Descartes tévedése. Budapest: Aduprint, 1996.
- Damásio, A. The Feeling of What Happens Orlando: Harcourt, 1999. ISBN 978-0-15-100369-3
- Damásio, A. Looking for Spinoza: Joy, Sorrow and the Feeling Brain. Orlando: Harcourt, 2003. ISBN 0-15-100557-5
- Damásio, A. Self Comes to Mind: Constructing the Conscious Brain Pantheon, 2010. ISBN 978-0307378750